# Ante Dabro
Ante Dabro (nacido el 13 de enero de 1938 en Čavoglave , Croacia) es un artista escultor de Australia  nacido croata; maestro de arte ha vivido y trabajado en Canberra, Territorio de la Capital Australiana desde finales de la década de 1960.
Las esculturas de Dabro se caracterizan por la forma angular; muchas son desnudos y bronces.  Su obra se dice que encarna los temas universales, "el sufrimiento, la esperanza, la sexualidad, el heroísmo, la espiritualidad", pero también en silencio reconocen la marginación.